# 디에구 모레이라
디에구 마누엘 자동 다실바 모레이라 (Diego Manuel Jadon da Silva Moreira, 2004년 8월 6일 ~ )는 포르투갈의 축구 선수이며, 현재 프리미어리그의 첼시 FC에서 윙어로 뛰고 있다.